# Марита Коваррубиас
Марита Коваррубиас — персонаж телесериала «Секретные материалы»: уполномоченный представитель Генерального секретаря ООН, информатор Фокса Малдера.
Прошлый информатор Малдера, Икс, умирая, написал кровью «SRSG» («У. П. Г. С.») и таким образом вывел Малдера на Мариту. Марита — холодная, интеллигентная красавица-блондинка. При первом знакомстве с Малдером она говорит ему: «Ничто не умирает совсем, мистер Малдер…»
Марита информировала Малдера по поводу опыленных полей, где создавался вирус для дальнейшего инфицирования населения пчелами. Марита также работала на Консорциум, хотя сложно сказать, в какой степени она была с ним связана. Она рассказала на заседании Консорциума о событиях в Казахстане во время акции по массовому уничтожению людей инопланетными колонистами, а также предупредила, что Алекс Крайчек забрал свидетеля с места происшествия («Пациент Х»). Пользуясь своей внешностью, она соблазнила Крайчека и увела у него русского парня-свидетеля. Она была инфицирована вирусом «чёрного рака», и на ней ставили опыты по лечению болезни русской вакциной. Встреча Малдера с Маритой в эпизоде «Один Сын» показывает, что «черное масло» не прошло для неё бесследно — осталась лишь бледная тень прежней Мариты, которая потеряла всю красоту.
Марита была с Крайчеком, когда он пытался убить Курильщика, столкнув его с лестницы.
Марита свидетельствовала перед военным трибуналом в защиту Малдера и разоблачила собственную связь с Консорциумом, Крайчеком и Малдером.
Во время её поездки в составе военной миссии ООН в Казахстане выясняется, что Марита Коваррубиас владеет русским языком.

## Создание персонажа
Продюсер сериала Крис Картер говорил о Марите: «Я подумал, что будет интереснее, если следующий информатор Малдера будет женщиной. Я хотел, чтобы возникли подозрения, будут ли у Малдера с ней романтические отношения».

## Эпизоды
Марита появляется в следующих эпизодах:
Сезон 4
- Раса господ
- Телико
- Тунгуска
- Неотмщённый
- Нулевой итог

Сезон 5
- Пациент «Икс»
- Красное и чёрное

Сезон 6
- Один сын

Сезон 7
- Реквием

Сезон 9
- Истина